# Station La Sambre
Station La Sambre was een spoorweghalte langs spoorlijn 130A (Charleroi - Erquelinnes), spoorlijn 132 (La Sambre - Treignes - Vireux-Molhain) en de verbindingsboog 124A/1 in de deelgemeente Mont-sur-Marchienne van de Belgische stad Charleroi.
0,0: Charleroi-Centraal ·
1,0: Marcinelle ·
1,8: La Villette ·
2,5: La Sambre ·
4,1: Marchienne-Zône ·
4,5: Jambe-de-Bois ·
8,0: Landelies ·
11,6: Hourpes ·
14,9: Thuin ·
16,9: Lobbes ·
21,8: Fontaine-Valmont ·
23,7: Labuissière ·
25,7: Solre-sur-Sambre ·
27,6: Erquelinnes-Dorp ·
29,1: Erquelinnes
0,0: La Sambre ·
1,0: Mont-sur-Marchienne ·
2,8: Montigny ·
4,8: Bomerée ·
6,0: Jamioulx ·
9,4: Beignée ·
10,9: Ham-sur-Heure ·
13,3: Cour-sur-Heure ·
15,0: Berzée ·
18,1: Pry ·
18,8: Walcourt ·
Vogenée ·
Rossignol ·
26,6: Yves-Gomezée ·
Saint-Lambert ·
Jamagne ·
21,1: Gerlimpont ·
23,9: Silenrieux ·
28,5: Falemprise ·
31,0: Cerfontaine ·
32,9: Philippeville ·
Neuville-Noord ·
34,0: Senzeille ·
38,1: Neuville-Zuid ·
41,0: Roly ·
45,4/45,1: Mariembourg ·
47,9: Nismes ·
51,5: Olloy-sur-Viroin ·
54,1: Vierves ·
57,5: Treignes